# Plaza Independencia (Montevideo)
La plaza Independencia es la plaza más importante de la ciudad de Montevideo, en Uruguay, se ubica en el centro de la ciudad, en el espacio que ocupaba la Ciudadela de Montevideo. Alberga en su centro el monumento y mausoleo del general José Gervasio Artigas. En sus alrededores se encuentran diversas construcciones importantes, como el palacio Estévez, la torre Ejecutiva, ambas sedes del Poder Ejecutivo, el palacio Salvo y la Puerta de la Ciudadela.

## Historia

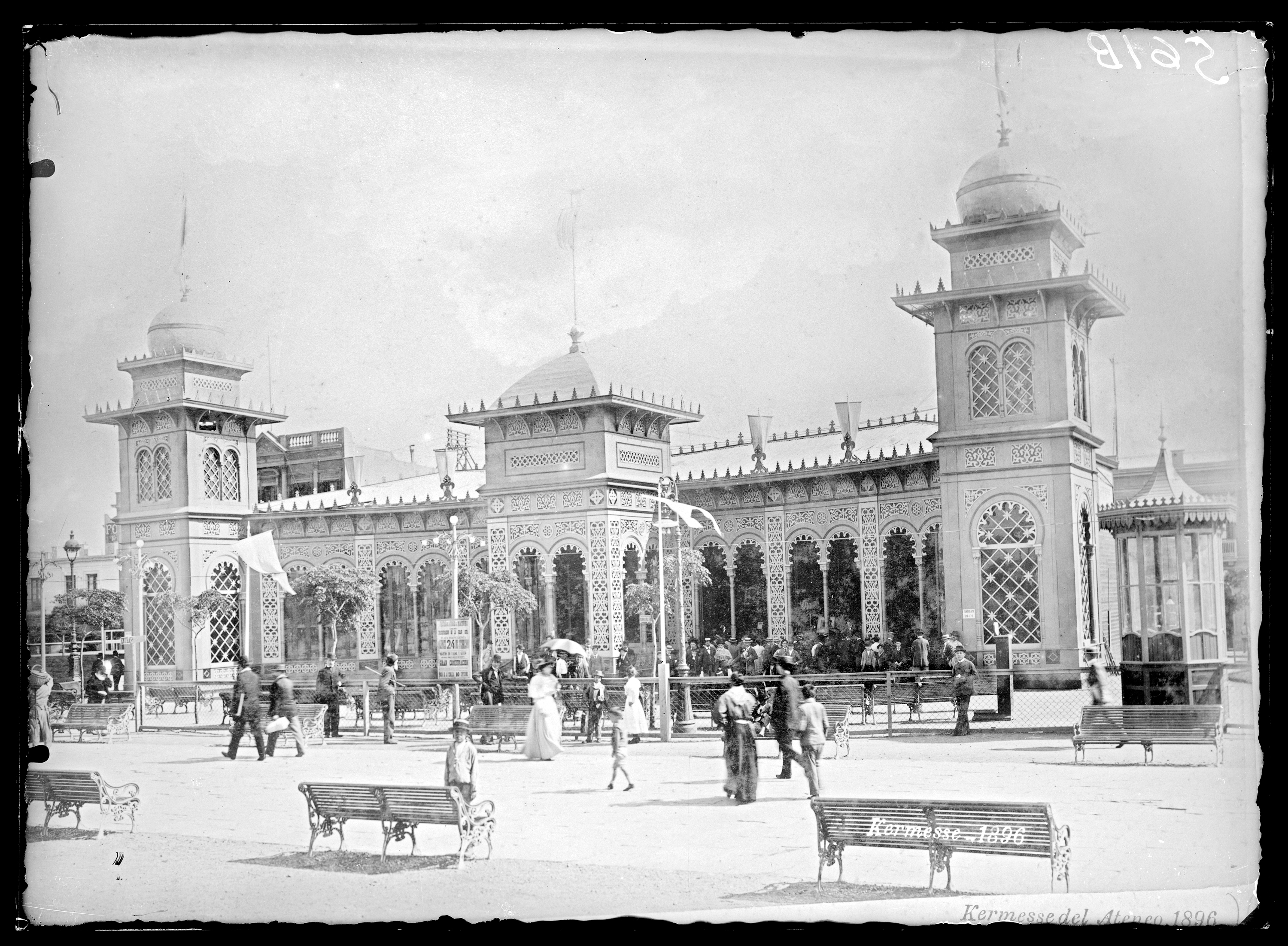
Kermés organizada en 1896 por las Damas del Patronato en la Plaza Independencia.

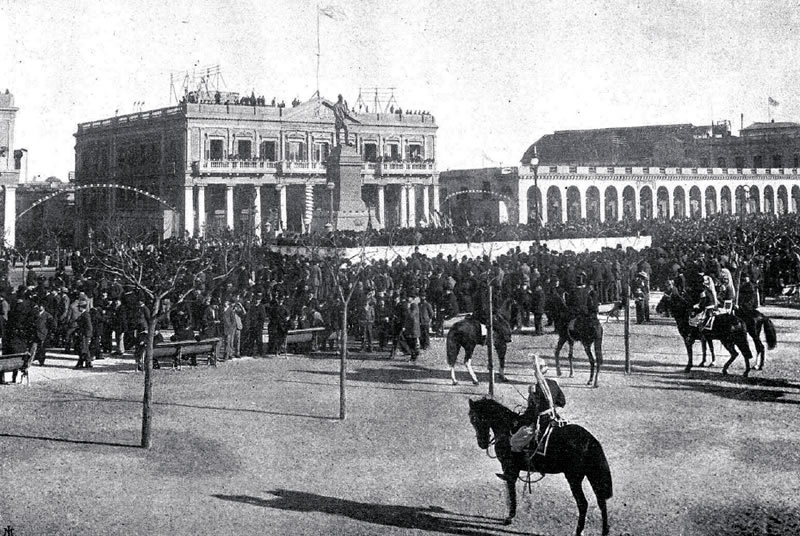
Plaza Independencia hacia 1896, con el Monumento a Joaquín Suárez.

La construcción de una plaza en el espacio ocupado por la antigua Ciudadela fue una idea llevada a cabo por el arquitecto Carlo Zucchi en el año 1837, cuando se decidió ampliar la antigua ciudad colonial, como parte de un plan ordenador de conjunto. Para el ordenamiento de las fachadas se inspiró la obra en sus maestros Percier y Fontaine, la parisina Rue de Rivoli. Si bien este proyecto fue modificado en 1860 por Bernardo Poncini ninguna de las fachadas de la época sobrevive hasta el día de hoy. 
Brevemente entre 1896 y 1905 se ubicó en uno de los márgenes de la plaza un monumento en honor a Joaquín Suárez, posteriormente trasladado a la plaza ubicada en la intersección de las avenidas Agraciada y Suárez.
En el año 1905, durante la presidencia de Batlle y Ordóñez, se llevó a cabo la jerarquización del espacio que debía transformarse en la plaza principal de la ciudad, el paisajista francés Carlos Thays fue el encargado del diseño paisajístico de la plaza, que hasta ese momento había permanecido completamente vacía, Thays diseña cuatro parterres de inspiración francesa con fuentes y vegetación, además es el responsable de la plantación de las 33 icónicas palmeras que ornamentan la plaza.

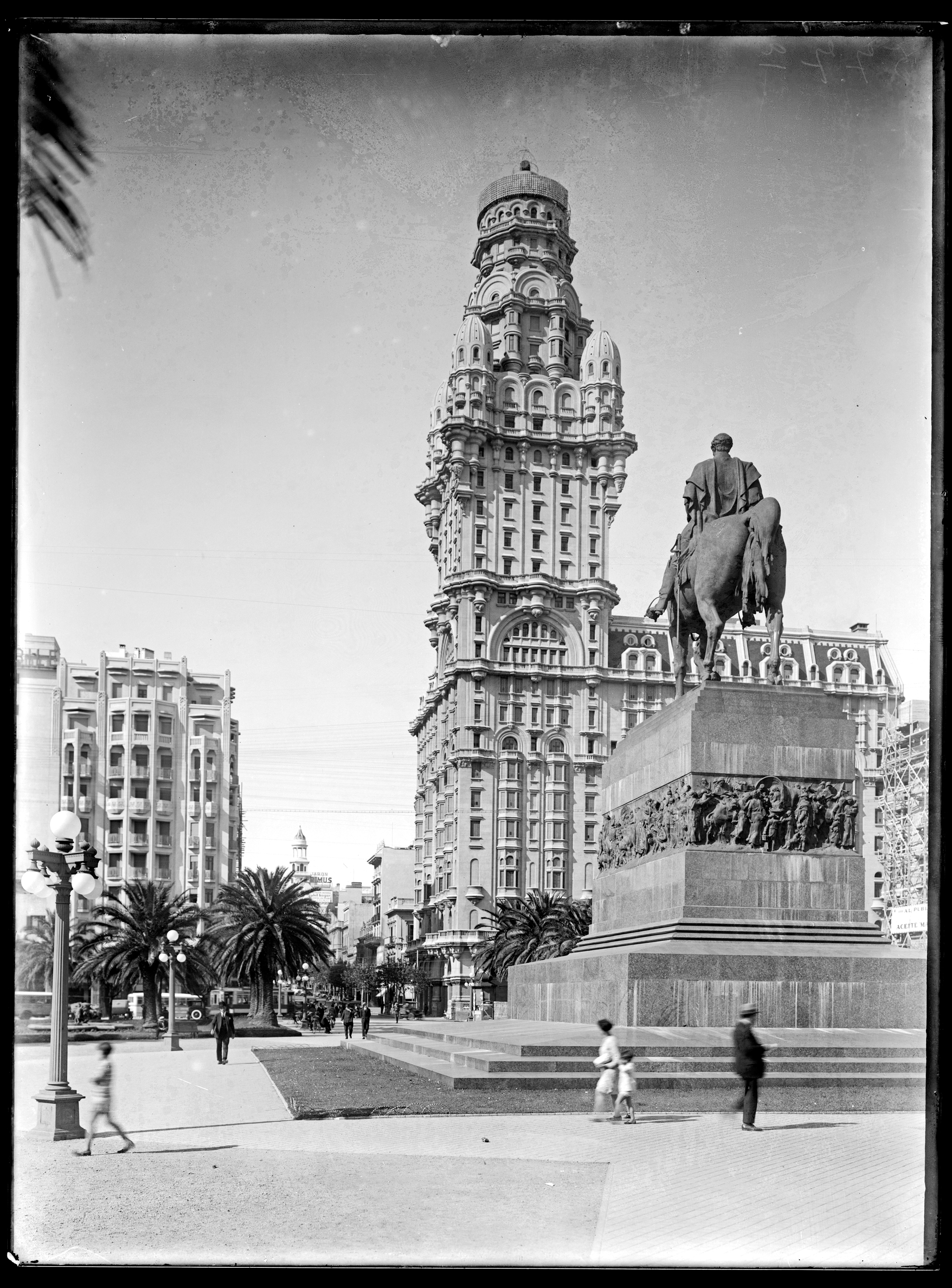
Fotografía tomada en 1929 desde la Plaza Independencia. Al centro puede verse el Monumento a Artigas y al fondo, el Palacio Salvo.

El 28 de febrero de 1923 al finalizar el mandato presidencial de Baltasar Brum se inaugura en el centro de la plaza el Monumento a Artigas, cuya construcción había sido aprobada 41 años antes, en 1882, durante el gobierno de Máximo Santos. La piedra fundamental había sido colocada el 25 de agosto de 1884, sin embargo, el monumento tardó en concretarse. Recién en 1913 una comisión declara ganadores del concurso a los proyectos del escultor italiano Angelo Zanelli  y al del uruguayo Juan Manuel Ferrari, aunque este último fue finalmente descartado.
El 27 de septiembre de 1974, durante la dictadura cívico-militar, se dispuso por decreto la creación de un mausoleo para los restos de Artigas en el subsuelo de la plaza. Los mismos habían estado, desde su llegada al país desde Paraguay, en el Panteón Nacional del Cementerio Central de Montevideo hasta 1972 y posteriormente en el Cuartel de Blandengues. El mausoleo, obra de los arquitectos Lucas Ríos Demalde y Alejandro Morón, consta de dos amplias escalinatas de granito que bajan hacia una sala subterránea donde se instaló la urna con los restos de José Artigas; una mastaba de granito detrás del monumento ubicada sobre la urna funciona como lucernario. El 19 de junio de 1977, el presidente de facto de la dictadura cívico-militar, Aparicio Méndez, inaugura el mausoleo. 
Tras el retorno la democracia, se cuestionó mucho la utilización del nombre, la imagen y los restos del prócer para el ensalzamiento de una dictadura que implicaba negar el ideario democrático republicano y representativo de Artigas. Durante el año 2009, el presidente Tabaré Vázquez propuso e insistió en la oportunidad de trasladar los restos del prócer a la nueva Torre Ejecutiva, pero esto desató numerosas críticas. Posteriormente se procuró implementar una ley del año 2001, según la cual se deberán escribir frases célebres del ideario artiguista en los muros del mausoleo.

## Características

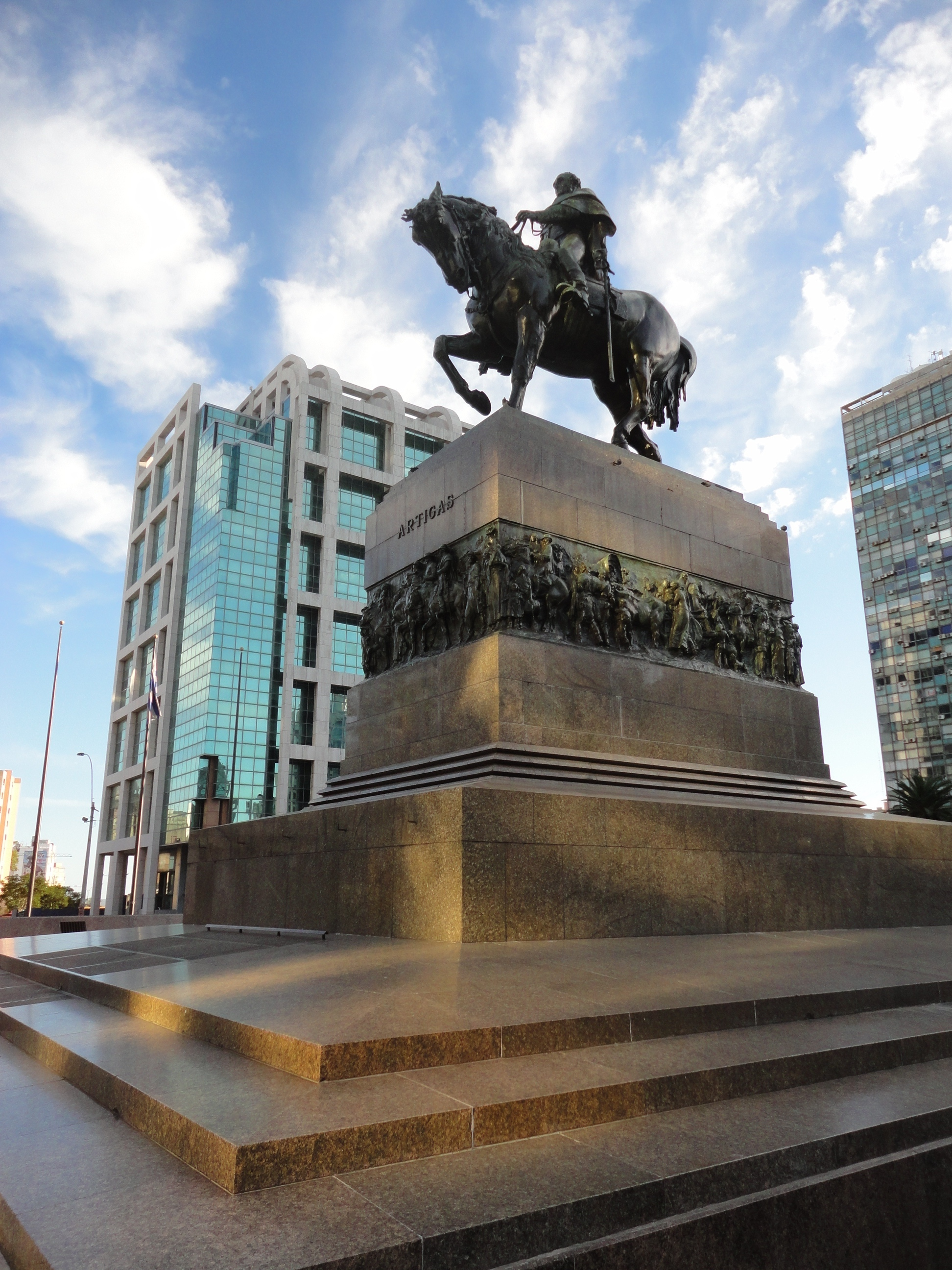
Mausoleo de José Gervasio Artigas y la Torre Ejecutiva.

En su centro se levanta el Monumento a Artigas, una gran estatua ecuestre de José Gervasio Artigas y se puede acceder por medio de escaleras al mausoleo subterráneo donde se conservaban los restos del prócer en una urna, la cual fue trasladada el 23 de septiembre de 2011 al Cuartel de Blandengues mientras que el mausoleo era restaurado. Los restos volvieron al mausoleo en 2012. La estatua es obra del escultor italiano Angelo Zanelli. La base tiene un bajorrelieve en bronce con escenas del Éxodo del Pueblo Oriental.

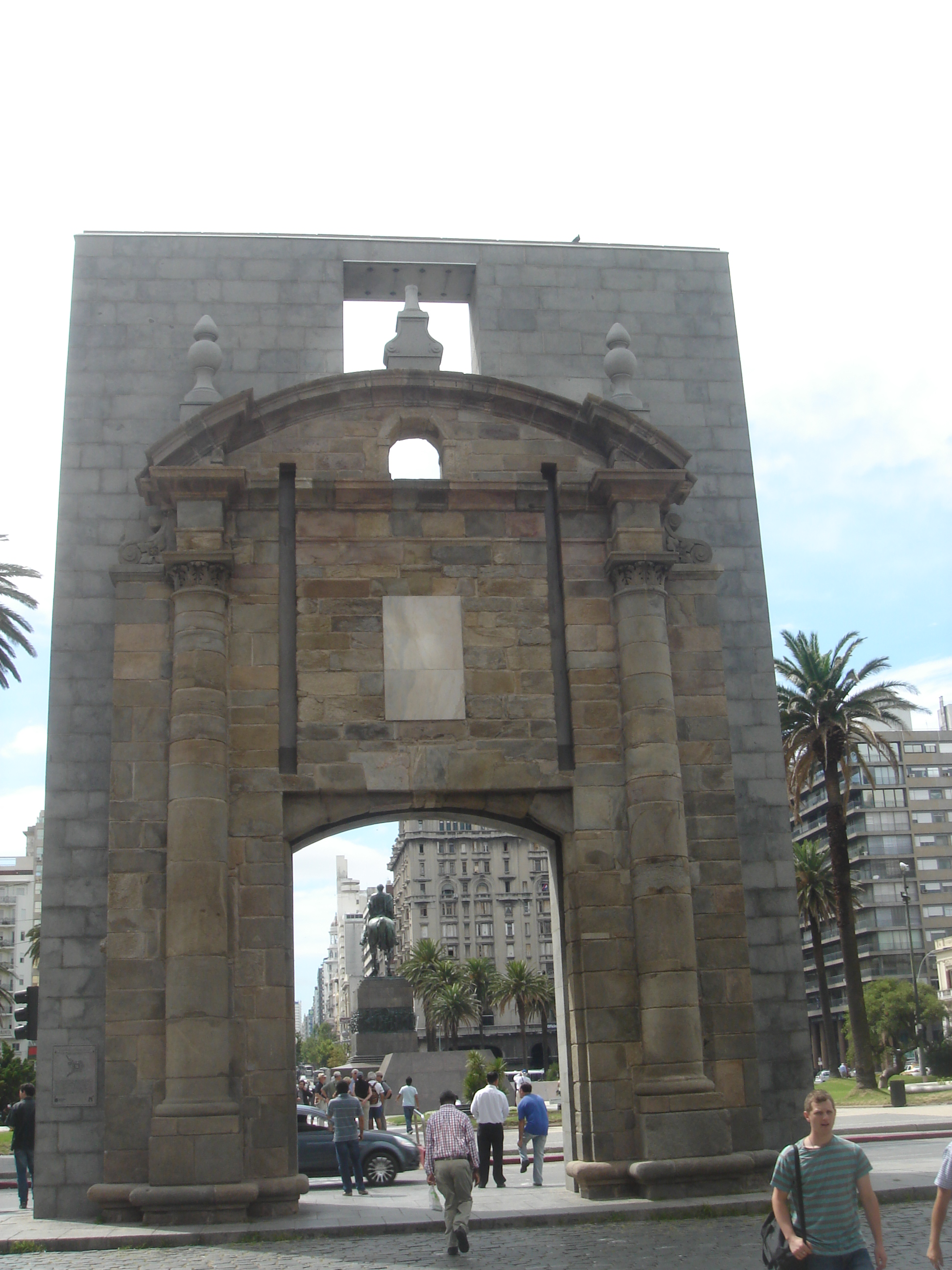
Puerta de la Ciudadela

Hacia el oeste se encuentra la Puerta de la Ciudadela, testimonio del Montevideo colonial e inicio de la Peatonal Sarandí. Cruzando la calle se aprecia la gran fachada acristalada del Edificio Ciudadela, obra del Arq. Raúl Sichero.
En frente a la acera Sur se pueden encontrar la Torre Ejecutiva –actual sede del Poder Ejecutivo–, y el Palacio Estévez –hasta hace unas décadas, sede del mismo poder, aunque aún es usado para algunos actos protocolares de este, como por ejemplo el traspaso de la Banda Presidencial. También alberga un museo–.
En la acera este, en la esquina con la avenida 18 de Julio se puede observar el Palacio Salvo, que en el momento de ser construido fue el edificio más alto de Sudamérica.
La plaza se encuentra ornamentada con 33 palmeras, en homenaje a los Treinta y Tres Orientales participantes de la Cruzada Libertadora.

## Importancia
Desde el año 2010 la plaza es utilizada para la Ceremonia de transmisión del Mando Presidencial por su característica de espacio importante en la ciudad y su cercanía con la Torre Ejecutiva.

## Actualidad
En el año 2010 se organizó un concurso de proyectos para la remodelación integral de la Plaza Independencia. El jurado estuvo integrado por representantes de la Sociedad de Arquitectos del Uruguay, el Ministerio de Transporte y Obras Públicas, la Comisión Especial Permanente de la Ciudad Vieja, los concursantes y la Comisión del Patrimonio Cultural de la Nación.
Por su parte, el mausoleo del Gral. Artigas fue sometido en 2012 a una remodelación. Los restos de Artigas fueron trasladados de manera transitoria, siendo retornados al mausoleo el 26 de octubre de 2012 en un acto público que contó con la oratoria del profesor Daniel Vidart.